# 자동차운수사업법
자동차운수사업법(自動車運輸事業法)은 자동차운송사업에 관련하여 제정된 법을 가리키는 단어이다. 

## 설명
자동차운수사업법은 자동차운송사업을 위한 질서의 유지를 위해 제정되었으며 이는 자동차운수사업 중에 하나인 여객자동차운송사업·화물자동차운송사업에 적용되는 법이다. 여객자동차운수사업법과 화물자동차운수사업법이 모두 자동차운수사업법의 범주에 속한다. 자동차운수사업법은 자동차운수의 종합적인 발달을 도모하여 공공복리를 증진하기위한 목적이 크다. 자동차운수사업에 종사하고자하는 사람은 자동차운수사업법을 통해 노란색 영업용 차량 번호판 및 화물운송종사자격증, 택시운전자격증, 버스운전자격증과 같은 자격증을 반드시 갖춰야 하며 사업의 종류, 노선, 구역에 따라 교통부 장관의 면허를 획득해야 한다. 자동차운수사업자는 자동차운수사업법을 통해 교통부 장관의 인가를 얻어 법인으로 조합을 설립하는 것이 가능하고 교통부 장관과 도지사는 자동차운수사업자 및 기타 자동차 소유자나 사용자에 대하여 당해 사업, 자동차의 소유, 자동차 사용에 대한 보고, 자동차 서류의 제출을 명할 수 있다. 자동차운수사업자는 운임 및 요금과 운송약관을 정하여 교통부 장관의 인가를 얻어야 하며 운송화물의 종류와 성질을 명시하도록 요구할 수 있다. 노선을 정하고 여객을 운송하는 자동차운수사업에 종사하는 자동차운수사업자는 여객운송에 부수하여 우편물을 운송하는 것이 가능하다. 여객을 운송하는 자동차운수사업에 종사하는 자동차운수사업자는 천재지변이나 교통 사고와 같이 긴급한 상황에서는 반드시 여객의 구조를 최우선해야하며 응급조치와 같은 긴급한 조치를 신속하게 해야 하고 영업용 자동차의 전복사고와 같은 중대한 사고가 발생하면 지체없이 바로 교통부 장관에게 보고해야 한다. 자동차운수사업자는 운송수입금 전액을 운수종사자로부터 납부받아야 한다. 자동차운수사업자는 운수종사자를 과도한 승무를 하도록 방치해서는 안되며 운수종사자한테 일정한 휴식 시간을 제공하고 운수종사자를 위한 후생복지시설을 반드시 마련해야 한다. 교통부 장관은 자동차운수사업자에 대하여 운수종사자 등의 업무 환경을 개선하라는 명령을 내릴 수 있다. 자동차운수사업자는 명의를 대여 또는 차용하는 것이 불가능하다. 여객 운송에 종사하는 자동차운수사업자나 운수종사자는 정당한 사유가 없이 승차거부 등의 행위를 해선 안된다. 자동차운송알선사업 및 자동차대여사업을 경영하고자 하는 사람은 교통부 장관이 행하는 등록을 받아야 하며 약관을 정하여 교통부 장관의 인가를 얻어야 한다. 화물을 운송하는 영업용 화물차의 경우는 차령에 제한이 없지만 여객을 운송하는 택시, 버스 등은 일정한 차령 제한이 있으며 차령 제한을 넘어선 운행이 불가능하다.

## 같이 보기
- 자동차
- 법